# Castelo Blanerne

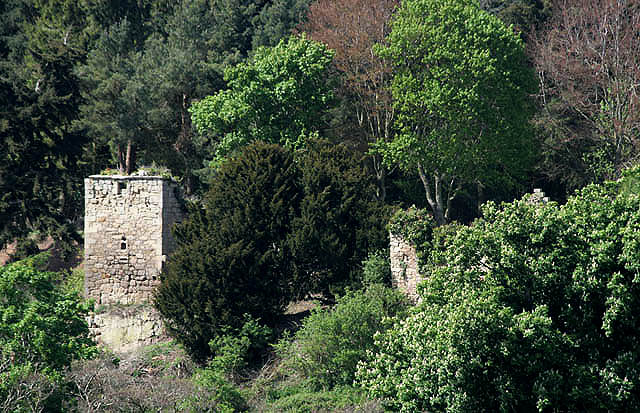
Os restos do Castelo de Blanerne perto de Edrom Situado em Crow Wood, a uma curta distância a sudoeste de Blanerne House e a sede original da família Lumsdaine. O castelo do século XVI é um monumento tombado. Visto de uma estrada secundária perto da Fazenda Todheugh.

O Castelo Blanerne (em língua inglesa Blanerne Castle) é um castelo localizado em Bunkle and Preston, Escócia.
O castelo foi protegido na categoria "A" do "listed building", em 16 de agosto de 1999.